# Gunggungan Lor
Gunggungan Lor is een bestuurslaag in het regentschap Probolinggo van de provincie Oost-Java, Indonesië. Gunggungan Lor telt 1822 inwoners (volkstelling 2010).